# Baccarat (empresa)
Com a permissão do rei Luís XV, o bispo de Metz, monsenhor Louis-Joseph de Montmorency-Laval, funda em 1764 a companhia de cristais Baccarat, na província da Lorena, no leste da França. Estavam implantadas as raízes daquela que viria a ser uma das mais conceituadas cristalerias do mundo.
O primeiro cristal fabricado data de 15 de novembro de 1816. Foi transformada em primeira cristalerias da França em 1817. Desde então, a marca é sinônimo universal de lapidação precisa, manufatura delicada em objetos únicos e nas formas mais variadas. Vasos, cinzeiros, lustres, espelhos, candelabros e acessórios femininos. De reis a plebeus abastados, Baccarat é status e opulência, charme e sofisticação real. A fábrica sobreviveu às guerras e revoluções, sempre produzindo copos, garrafas, baldes (muitos encomendados com monogramas), seus tradicionais lustres em cascata, abajures, joias, bijuterias, frascos de perfumes, esculturas, maçanetas, entre outros. As peças são lapidadas à mão como pedras preciosas, em processo artesanal com caprichos e requintes.